# Động đất Agadir 1960
Trận động đất Agadir 1960 xảy ra vào lúc 23:40:18 ngày 29 tháng 2 (giờ Tây Âu) gần thành phố Agadir, nằm ở phía Tây Maroc trên bờ Đại Tây Dương. Mặc dù có độ lớn 5,8 trên thang Mw, độ sâu tương đối nông của nó (15.0 km) đã dẫn đến sự rung chuyển bề mặt mạnh với cường độ mức 10 trên thang đo Mercalli. Từ 12.000 đến 15.000 người (khoảng một phần ba dân số thành phố vào thời điểm đó) đã thiệt mạng, 12.000 người khác bị thương và ít nhất 35.000 người mất nhà ở. Vì vậy đây là trận động đất gây thiệt hại và chết người nhất trong lịch sử Maroc. Những nơi bị động đất mạnh là Founti, Kasbah, Yachech (iḥšaš) và Talbordjt. Chấn tiêu nông, độ gần với thành phố cảng Agadir của trận động đất và những phương pháp xây dựng không đạt chuẩn đều là lý do cho độ tàn phá của nó được các kỹ sư động đất và nhà địa chấn học nêu ra.

## Động đất
Tuy được ghi nhận bởi các nhà địa chấn học trên khắp thế giới, số ít các trạm này lại đủ gần hiện trường để có thể xác định tâm chấn với độ chính xác cao. Nhưng với thông tin sẵn có, địa điểm trọng tâm được xác định cánh xa 8 km về phía Bắc – Tây Bắc của Kasbah. Các quan sát địa chấn lớn (xác định các địa điểm với cường độ lớn nhất được quan sát) cho thấy tâm chấn nằm ở khoảng 1 km về phía Bắc của Yachech. Một loạt các tiền chấn nhỏ đã xảy ra trước sự kiện chính. Tiền chấn đầu tiên xảy đến vào ngày 23 tháng 2 với cường độ 3 hoặc 4 và vào ngày xảy ra thảm họa, một tiền chấn đáng kể hơn với cường độ 6 gây ra báo động trong lúc giờ ăn trưa.
Trận địa chấn chính diễn ra vào ngày thứ ba của Ramadan theo lịch Hồi giáo đã lập tức làm sụp nhiều khách sạn, căn hô, chợ và tòa nhà văn phòng. Đường ống nước ngầm bị vỡ và hệ thống nước thải vỡ vụn. Kasbah, một pháo đài đứng vững hàng thế kỷ, đã sụp đổ bên một sườn núi. Trong tình cảnh không có thủy áp và nhiều trạm cứu hỏa đã sụp nát (giết cả những người ở bên trong), nhiều đám cháy ở thành phố nghỉ dưỡng này không được dập tắt khi còn quá ít lính cứu hỏa và nguồn tài nguyên để chống chọi lại. Gần bảy mươi phần trăm thành phố chỉ còn lại đống đổ nát, Agadir đã không thể kêu gọi hay sắp xếp bất kỳ chiến dịch giải cứu nào. Vào buổi sáng, quân đội Pháp và thủy thủ từ Hạm đội 6 Hoa Kỳ đã cập cảng, thả neo và chuẩn bị cho quá trình giải cứu.
Tác giả người Anh Gavin Maxwell đã ở Maroc vào thời điểm xảy ra thảm họa. Cuốn sách The Rocks Remain của ông bắt đầu với một mô tả sống động vẽ nên từ chính trải nghiệm của ông và những người khác trong khu vực, bao gồm những nhân vật quan trọng trong chính phủ Maroc và cũng là bạn của nhà văn.

## Phản ứng

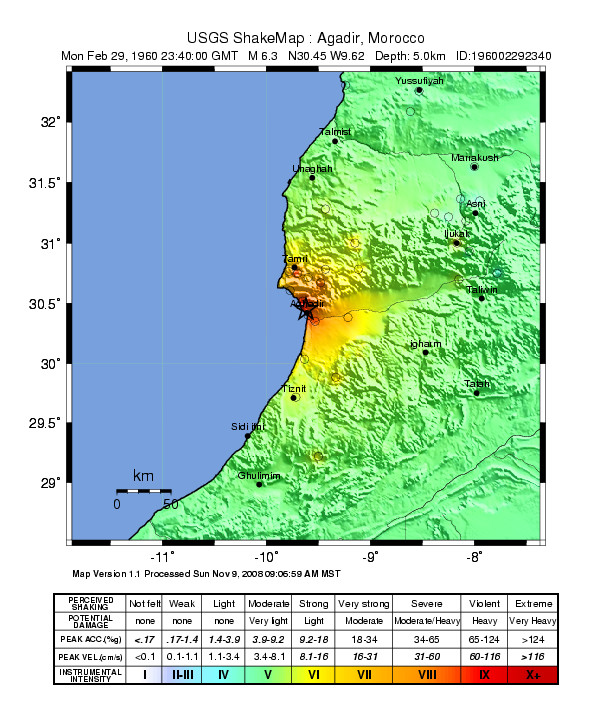
USGS ShakeMap cho thấy cường độ của cơn địa chấn

Mohammed V đã yêu cầu tất cả thành phố của Maroc chuẩn bị và gửi trang bị cứu thương trên sóng truyền hình. Ông và con trai là Hoàng Thái tử Moulay Hassan bay đến khu vực cùng với một số nội các để tận mắt chứng kiến tác động của cơn địa chấn. Trên cương vị Imam, ông đã ra lệnh đặc biệt cho các nhân viên cứu hộ hãy kiêng cử vào ban ngày trong tháng Ramadan, tuy nhiên nhiều người vẫn tiếp tục ăn uống. Các máy bay quân sự từ Pháp và Hoa Kỳ đã bay đến Agadir để hỗ trợ với nỗ lực cứu hộ. Quân đội Maroc đã cung cấp phương tiện cấp cứu và trực thăng Căn cứ không quân Ben Guerir, cách xa khoảng 100 dặm (160 km).
Sau khi đến đây, Chuẩn Đô đốc Frank Akers (chỉ huy của hạm đội không quân Hoa Kỳ ở phía Đông Đại Tây Dương và Địa Trung Hải) đã xem xung quanh và báo cáo rằng các bệnh viện của Agadir chỉ còn lại đống đổ nát. Một trong số các nạn nhân là tác giả và luật sư Robin Maugham. Ông bị những chấn thương nhỏ ở khu nghỉ dưỡng Saada do mắc kẹt vài tiếng đồng hồ dưới một chiếc xà bị gãy và được chữa trị tại một bệnh viện ở Casablanca. Hai ngày sau trận động đất, thành phố Agadir sơ tán để ngăn ngừa khả năng lây lan dịch bệch.
Công tác cứu hộ bị cản trở do sức tàn phá và thời tiết – đối với thời điểm đó trong năm, nhiệt độ cao bất thường ở mức 104 °F (40 °C) dưới bóng râm. Hàng nghìn xác chết phân hủy nhanh khiến cho bầu không khí trở nên nặng mùi và có hại cho sức khỏe và việc tuân giữ tháng ăn kiêng Ramadan đã tạo thêm căng thẳng cho các nhân viên cứu hộ. Nhiều nạn nhân cũng từ chối được điều trị y tế vì lo ngại rằng sẽ làm hỏng chế độ kiêng cử của họ. Nhân viên cứu hộ được trang bị mặt nạ khí và vôi sống được rải khắp những khu vực cho là không thể cứu nữa để tiêu hủy xác thối (khả năng giết chết những người còn sống được chấp nhận). Thuốc khử trùng và DDT được phun lên những đống đổ nát từ xe tải đến trực thăng để kiểm soát bệnh dịch và giết ruồi. Chuột từ những hệ thống cống rãnh bị phá hủy được giết bằng thuốc diệt chuột; những động vật lớn hơn như chó hoang và mèo (tức những loài ăn xác người) bị bắn chết. Những tên cướp cũng bị bắn và xác của chúng được chôn chung với xác các nạn nhân trong những ngôi mộ tập thể. Các biện pháp này được những người ở xa hiện trường xem là nhẫn tâm và tàn bạo, nhưng với độ thiệt hại và sự nhiễm bẩn nhanh chóng của đống đổ nát do những tác nhân có khả năng mang mầm bệnh, các biện pháp quyết liệt là cần thiết để ngăn chặn dịch bệnh có thể giết thêm nhiều mạng người.

## Thiệt hại
Xây dựng ở Agadir tiến bộ nhanh chóng từ 1945 đến 1955, cùng với một số điều kiện cụ thể đã góp phần vào mức độ thiệt hại cao. Những thiết kế mang tính thách thức thường được đưa ra cho những công nhân chưa đào tạo và việc thiếu sự giám sát tốt là rất bình thường, cùng với nỗ lực kết thúc công việc nhanh chóng. Do không có một trận động đất lớn nào trước năm 1960, thành phố thực hiện xây dựng mà không cân nhắc đến các hoạt động địa chấn. Các tòa nhà bằng gỗ cao hơn một tầng không thể đứng vững nhưng những cấu trúc bê tông vững chắc hơn thì lại chịu nhiều số phận khác nhau. Ví dụ, một trong những công trình cao nhất thuộc loại này đã sụp đổ ngay lập tức, trong khi số khác lại chống chọi khá tốt, thậm chí một số không hề bị thiệt hại gì. Đa phần những tòa nhà sụp đổ lập tức có thiết kế vi phạm quy định về xây dựng do chúng không phải là mối quan tâm hàng đầu của những kiến trúc sư. Ngoài ra, sự thực thi luật pháp không thỏa đáng cũng là một nhân tố.
Nhiều khu phố ở Agadir hoàn toàn bao gồm những ngôi nhà làm từ đất nện. Chúng không thể nào chống đỡ được động đất và lập tức tan thành bụi đất. Ở những khu vực này, công tác cứu hộ là bất khả thi và tỉ lệ sống sót là không đáng kể; điển hình như Talbourdjt: chỉ có mười trên 5.000 người ở đây sống sót.

## Sóng thần
Một bản tin ngày 2 tháng 3 năm 1960 nói rằng một cơn sóng thần đã ập vào bờ không lâu sau trận động đất khi mô tả "Một cơn sóng thần đã xoáy vào bãi biển trắng và đâm 300 thước Anh (270 m) vào đất liền. Thành phố được chia làm hai, một chủ tàu Tây Ban Nha phát thanh." Thảm họa sóng thần sau đó đã bị bác bỏ trong một báo cáo từ American Iron and Steel Institute sau khi một nhóm các kỹ sư động đất, bao gồm Ray William Clough từ Đại học California tại Berkeley, đã khảo sát thiệt hại và các tòa nhà bị phá hủy khắp Agadir vào tháng 3 năm 1960. Họ báo cáo rằng cơ sở vật chất cảng chịu thiệt hại do sụt lún khá đồng đều ở khu vực bến cảng đã hạ gục năm cần cẩu lớn, nhưng không hề có bằng chứng hay nhân chứng đáng tin cho việc có các con sóng lớn, ngoại trừ trường hợp một đoàn vận tải hàng hóa người Hà Lan nói rằng có các con sóng lớn đã chia tách đường neo đậu của họ vào thời điểm xảy ra trận động đất. Một báo cáo trong số phát hành năm 1964 của tờ Bulletin of the Seismological Society of America cũng đã phủ nhận sự tồn tại của một đợt sóng thần có sức tàn phá do thiếu bằng chứng từ một máy đo thủy triều gần đó.